# Walerà I de Limburg
Walerà I o Walram I II d'Arlon i I de Limburg, dit Udó, mort cap a 1082, va ser comte d'Arlon de 1052 a 1082, i comte de Lengau, rebatejat Limburg de 1065 a 1082. Sembla ser fill de Walram o Walerà, comte d'Arlon.
L'origen de la seva família és poc conegut. Era probablement fill de Walerà I d'Arlon i d'Adelaida o Adela de Lotaríngia (filla de Teodoric I duc d'Alta Lotaríngia), però no el va succeir segurament perquè era molt jove a la mort del seu pare (abans de 1032) i segurament la mare devia exercir la regència. Va rebre el comtat abans del 1052 sembla que conjuntament amb el seu germà Folc que hauria mort vers el 1078 (llavors Walerà fou comte únic). La consideració de Folc com a comte indivís amb el seu germà és incerta doncs no es coneixen molts casos d'indivisió a l'època i encara que Folc participa en les donacions és esmentat només com a comte a una carta de 1093 que seria apòcrifa, ja que esmenta als dos comtes quan se sap que Walerà havia mort el 1081 o 1082. En tot cas alguns historiadors dubten d'aquesta genealogia i el fan membre d'una branca col·lateral dels comtes de les Ardenes o sigui de la casa de les Ardenes.
Es va casar amb Juta, filla de Frederic de Luxemburg, duc de Baixa Lotaríngia i de Gerberga de Boulogne, que li donarà com a fill a:
- Enric I (1059 † 1119), duc de Limburg. La Gesta Treverorum això no obstant, assenyala a Enric com el marit de la filla de Walerà II.

Aquest matrimoni li va aportar en dot el comtat del Len o de Lengau, un antic districte del Comtat de Lieja. Walerà es va instal·lar en aquesta terra, i va fer construir un castell que va designar com a Lenburg derivat a Limburg. Aquest castell i la ciutat que el va envoltar, van esdevenir la capital del comtat de Lengau, que va prendre llavors el nom de comtat de Limburg. El castell va ser la seva residència i en endavant el comtat d'Arlon i el de Limburg van quedar units de fet. Va ser igualment protector (procurador o abat laic) de l'abadia de Saint-Trond, dependent del bisbat de Metz, que el seu sogre ja havia tingut; aquest càrrec Walerà el va transmetre als seus descendents.